# Колтимак (присілок)
Колтима́к (рос. Колтымак) — присілок у складі Алнаського району Удмуртії, Росія.

## Населення
Населення — 2 особи (2010; 14 в 2002).
Національний склад станом на 2002 рік:
- росіяни — 100 %

## Урбаноніми[3]
- вулиці — Верхня, В'ятська, Камаєва